# Аналіз дерева відмов
Аналіз «дерева відмов» — загальний метод дедуктивного аналізу, що використовують для подання логіки відмов технічних систем. Це графічна ієрархічна схема, яка за допомогою ребер графу і логічних операторів І, АБО (що означають відповідно добуток і суму подій) пов'язує відмови елементів із відмовою об'єкта.
Метод «дерево відмов» ґрунтується на дедуктивному аналізі відмов, дає змогу визначати небажаний стан системи (виникнення аварії), аналізувати систему з урахуванням умов експлуатації для з'ясування всіх можливих сценаріїв розвитку негативної події.